# Klášter Cordelières
Klášter Cordelières (francouzsky Couvent des Cordelières) byl klášter klarisek v Paříži. Nacházel se v prostoru dnešní nemocnice Hôpital Broca v ulici Rue Léon-Maurice-Nordmann ve 13. obvodu na tehdejším předměstí Faubourg Saint-Marcel. Označení Cordelières je odvozeno od slova cordel, francouzského výrazu pro cingulum. Klášter sloužil Markétě Provensálské, její dceři Blance Francouzské a Izabele z Valois jako vdovské sídlo. Do dnešních dnů se z celého kláštera dochovala jen jediná zeď.

## Historie
Řád klarisek založil roku 1212 František z Assisi na popud Kláry z Assisi. Rychle se rozšířil v Itálii a ve Španělsku a také ve Francii, kde např. Alžběta Francouzská, sestra krále Ludvíka IX. v roce 1255 založila klášter klarisek Longchamp u Paříže.
V roce 1270 založil Theobald II. Navarrský klášter klarisek ve městě Troyes. Klášter získal majetek na předměstí Paříže a v roce 1289 sem byl konvent přeložen.
Blanka Francouzská a její matka Markéta Provensálská si po smrti svých manželů zvolily klášter za své vdovské sídlo a obě zde zemřely. Markéta jakožto francouzská královna byla pohřbena v bazilice Saint-Denis vedle svého muže Ludvíka IX. Blanka byla pohřbena v klášterním kostele sv. Kláry. Později sem přesídlila i ovdovělá Izabela z Valois, která zde byla také pohřbena. Pohřbena zde byla rovněž Mahaut ze Châtillonu, 3. manželka Karla I. z Valois.
V roce 1693 udělil jeptiškám král Ludvík XIII. povolení k založení pobočného kláštera pod názvem Couvent des Petites-Cordelières v ulici Rue Payenne ve čtvrti Marais, který později přesídlil do ulice Rue de Grenelle.
Klášter byl zrušen za Velké francouzské revoluce v roce 1790. O šest let později byly zahrady kláštera rozděleny na stavební parcely. Opuštěné budovy sloužily v letech 1825–1833 jako sběrný tábor pro žebráky, později jako hospic pro nemocné ženy, sirotčinec pro děti, které ztratily rodiče během cholerové epidemie roku 1832, krátce zde byla továrna a dílny, až v roce 1863 byl přeměněn na nemocnici Hôpital de Lourcine, přejmenovanou roku 1892 na Hôpital Broca. Staré budovy nemocnice byly zbořeny v roce 1973 a z kláštera se dnes dochovala jen jedna zeď.